# Anjeky Ankilikira
Anjeky Ankilikira est une commune urbaine malgache située dans la partie sud-est de la région d'Androy.